# Flucloxacilina
Flucloxacilina é uma substância utilizada como medicamento pertencente ao grupo e sub-grupos:
- Medicamentos Anti-infecciosos[1]
  - Antibacterianos[1]
    - Penicilinas[1]
      - Isoxazolilpenicilinas[1]

Trata-se de uma penicilina semissintética, com menor actividade do que as penicilinas naturais não sendo hidrolisadas pela grande maioria das penicilinases, apesar de apresentar alguma actividade contra cocos gram + e cocos gram -.

## Indicações
Infecções por algumas estirpes de estafilococos. Devido à sua ação bactericida, a flucloxacilina exerce um efeito nos estreptococos (incluindo S. Pneumoniae, S. pyogenes e S. viridans, mas excluindo os estreptococos do grupo D, como S. faecilis), estafilococos (incluindo cepas produtoras de ß lactamases), clostrídios (incluindo C. tetani e C. welchii) e neiserias (incluindo N. gonorrhoeae e N. meningitidis).

## Reacções adversas
As reacções adversas mais comuns são:
- hipersensibilidade à substância, o que pode provocar febre, urticária ou dores articulares.
- angioedema
- Leucopenia (normalmente transitória)
- trombocitopenia (normalmente transitória)
- Choque anafilático (exclusivamente em doentes com hipersensibilidade às penicilinas).
- Hepatotoxicidade (hepatite aguda colestática) esta situação pode aparecer bastante tarde, por vezes até depois de ter sido suspensa a terapêutica.

## Contra indicações e precauções
- em doentes com história de hipersensibilidade às penicilinas.
- em doentes com Insuficiência renal, deve ser reduzida a posologia.
- em doentes com porfiria.

## Interacções
Não deve ser administrada concomitantemente com probenecida porque esta substância inibe competitivamente a secreção tubular das penicilinas, podendo causar um aumento significativo das suas concentrações séricas.

## Classificação
- MSRM
- ATC - J01CF05
- CAS
  - Flucloxacilina - 5250-39-5
  - Flucloxacilina magnésica - 58486-36-5
  - Flucloxacilina sódica - 1847-24-1

## Fórmula molecular
- Flucloxacilina

C19H17ClFN3O5S
- Flucloxacilina magnésica

(C19H17ClFN3O5S) 2Mg, 8H2O
- Flucloxacilina sódica

C19H16ClFN3NaO5S, H2O

## Nomes Comerciais
| NOME DO MEDICAMENTO | PAÍSES ONDE É COMERCIALIZADO                                                                                           |
| Betabiotic          | Itália |
| Cloxillin           | Itália |
| Evercid             | Itália |
| Faifloc             | Itália |
| Fareclox            | Itália |
| Flopen              | Austrália |
| Floxapen            | África do Sul, Austrália, Áustria, Bélgica, Inglaterra, Irlanda, México, Nova Zelândia, Países Baixos, Portugal, Suíça |
| Floxil              | Portugal |
| Floxsig             | Austrália |
| Flucacid            | Itália |
| Flucef              | Itália |
| Flucil              | Austrália |
| Flucillin           | Irlanda |
| Flucinal            | Itália |
| Fluclomix           | Inglaterra |
| Fluclox             | Itália |
| Flucloxa            | Alemanha |
| Flucloxil           | Hong Kong |
| Fluxacil            | Itália |
| Fluxacina           | Chile |
| Fluzerit            | Itália |
| Geriflox            | Irlanda |
| Heracillin          | Dinamarca, Suécia |
| Ladropen            | Inglaterra |
| Liderclox           | Itália |
| Nepenic             | Itália |
| Pantaflux           | Itália |
| Staphlex            | Malásia, Nova Zelândia, singapura                                                                                      |
| Staphycid           | Bélgica |
| Staphylex           | Austrália |
| Vitalpen            | Chile |